# Мухтаров, Тажудин Далгатович
Тажудин Далгатович Мухтаров (9 января 1996, Кизилюрт, Дагестан, Россия) — российский борец вольного стиля. Призёр чемпионата России.

## Спортивная карьера
Является уроженцем Кизилюрта. В марте 2013 года в Красноярске стал вторым призером на первенстве России среди юношей. В ноябре 2013 года в Кизилюрте победил на Международном турнире на призы олимпийского чемпиона Хаджимурада Магомедова. В марте 2016 года в Избербаше, одолев в финале, Давида Дзугаева стал победителем первенства СКФО. В апреле 2016 года в Красноярске стал третьим призёром первенства России среди юниоров до 21 года. 27 сентября 2019 года ему было присвоено звание мастер спорта России. В октябре 2019 года в Ботлихе, в финале международного турнира на призы Юсупа Абдусаламова, проиграл Расулу Магомедову. 14 марта 2021 года в Улан-Удэ в схватке за бронзовую медаль чемпионата России уступил Знауру Коциеву из Чувашии. 22 июня 2023 года на чемпионате России в Каспийске в полуфинале победил Мустафагаджи Малачдибирова из Дагестана. 23 июня 2023 года в финале чемпионата России уступил Владиславу Валиеву из Северной Осетии, тем самым став серебряным призёром.

## Спортивные результаты
- Первенство России по вольной борьбе среди юниоров U21 2016 — ;
- Чемпионат России по вольной борьбе 2023 — ;